# Assedio di Tortona (1155)
L'assedio di Tortona fu un episodio militare avvenuto durante la prima discesa del Barbarossa in Italia tra il febbraio e l'aprile del 1155 che si concluse con la resa e la distruzione della città.

## Antefatti
Nell'ottobre del 1154 il Barbarossa, appena nominato re dei Romani nella dieta di Francoforte, decise di scendere in Italia con un grande esercito per ristabilire con la forza i propri diritti sui Comuni italiani che nel corso dei secoli si erano assicurati poteri e autonomia sempre maggiore. Raggiunti i prati di Roncaglia vi convocò una dieta a cui parteciparono i principali feudatari e i consoli delle città sottoposte. Durante l'assemblea il Barbarossa chiese ai lodigiani di giurargli fedeltà esimandoli dalla sottomissione ai milanesi che perdurava dalla distruzione della città del 1111, ordinò inoltre che i milanesi e i pavesi liberassero i prigionieri causati dalla recente guerra fra le due città. I milanesi, che temevano la presenza dell'esercito imperiale nel loro territorio, acconsentirono ad entrambe le richieste ma si videro rifiutata la proposta di mantenere il dominio su Como e Lodi in cambio di quattromila marche d'argento. Il Barbarossa chiese allora trattenne i due consoli milanesi, Oberto dall'Orto e Gerardo Cagapesto (o Negro), chiedendogli di guidare il suo esercito sino al fiume Ticino. I consoli scelsero di passare per le campagne pavesi, recentemente impoverite a causa della guerra contro Milano e ben presto, complici le piogge torrenziali, i soldati si trovarono a corto di viveri e costretti ad accamparsi in condizioni disagevoli presso Landriano. Il Barbarossa ritenne di essere stato ingannato e licenziati i consoli fece distruggere il borgo di Rosate e saccheggiare le campagne circostanti. Passato il Ticino, assediò e distrusse i borghi di Galliate, Trecate e Momo che allora appartenevano al contado milanese. I milanesi cercarono di rabbonire il re diroccando l'abitazione di Gerardo Cagapesto ed offrendogli una coppa d'oro piena di monete ma i loro sforzi furono vani. Il Barbarossa, non pago, si acquartierò presso Casale dal suo alleato Guglielmo V del Monferrato e nelle settimane successive distrusse Asti malgrado fosse stata abbandonata dalla popolazione senza offrire resistenza nonché il castello di Cairo.

## Assedio

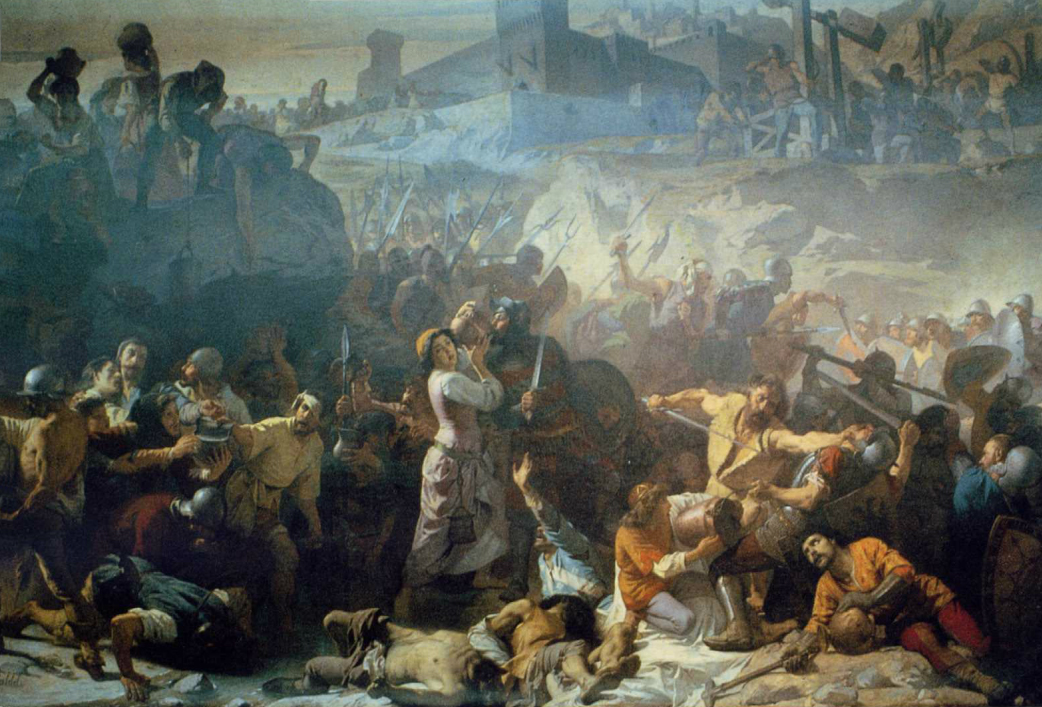
"L'assedio di Tortona" conosciuto anche come "La costanza dei tortonesi" di Andrea Gastaldi.

Dopo la distruzione di Asti, il Barbarossa fu istigato dai pavesi a catturare Tortona, che era alleata dei milanesi nella guerra contro Pavia. Inviò un'ambasceria che intimò ai tortonesi di abbandonare tale alleanza e di rimettere la risoluzione delle controversie con i pavesi al giudizio dell'imperatore. I tortonesi, ben sapendo che i pavesi erano tra i migliori alleati dell'imperatore, decisero coraggiosamente di opporsi mandando a dire che non intendevano abbandonare Milano nel momento del bisogno.
Il 16 febbraio, Mercoledì delle Ceneri, il Barbarossa si portò con il suo esercito sotto le mura di Tortona, città difesa da mura e da un fossato nonché da un forte castello in posizione dominante. Dispose l'esercito in questo modo: le truppe sotto il suo controllo diretto a ponente, quelle di Enrico il Leone, duca di Sassonia, al centro e quelle dei pavesi a levante. Fece poi scavare profondi fossati tra un accampamento e l'altro così da tagliare ogni via di rifornimento alla città. Infine, dopo aver predisposto macchine d'assedio quali mangani, petriere, arieti, gatti e baliste iniziò a bombardare e percuotere la città. Fece inoltre realizzare delle forche in cui impiccare tutti i soldati nemici catturati. I difensori all'arrivo dell'esercito nemico fuggirono nella parte alta della città permettendo al Barbarossa di catturarne facilmente i borghi.
Durante il corso delle operazioni i milanesi decisero di inviare in soccorso della città duecento cavalieri e altrettanti fanti guidati da Ugo Visconti, Giovanni Mainerio, Albertino e Roncia da Carate (o Casati), Rogerio (o Ruggiero) da Santa Maria e due Lanfranchi. Il piccolo esercito passò per Lodi e Piacenza poi per le terre dei Malaspina invitando Obizzo a seguirli e riuscendo infine ad entrare in città. Nelle settimane che seguirono i difensori tentarono numerose sortite, in particolare contro i pavesi, riuscendo quasi a costringerli ad abbandonare il campo e a far entrare altri soccorsi milanesi. Il supporto dei monferrini permise però ai pavesi di reggere e difendere la fonte idrica che si trovava presso il loro accampamento. Essendo ormai passati quasi due mesi dall'inizio dell'assedio, il Barbarossa decise di far avvelenare con zolfo, pece e cadaveri di uomini ed animali il Rinarolo, la fonte presidiata dai pavesi in modo da togliere ogni riserva di acqua potabile ai difensori. Giunta la Settimana santa vi fu una sospensione delle ostilità per quattro giorni. Il 25 marzo, Venerdì santo, il clero di Tortona uscì in processione fuori dalla città chiedendo misericordia al re e accusando i propri cittadini di slealtà. Il Barbarossa, sdegnatosi di tale codardia, ordinò ai suoi vescovi di respingerli entro le mura. Verso la fine di marzo i difensori si accordarono con Brunone, abate di Chiaravalle, affinché convincesse il re a concedergli una resa onorevole, non avendo quasi più acqua potabile a disposizione.

## Conseguenze
Secondo Ottone di Frisinga, storico e zio del re, le perdite furono pesanti da ambo le parti. Durante l'assedio morirono i nobili milanesi Ugo Visconti, Giovanni Mainerio, Albertino da Carate e Rogerio da Santa Maria. Il Barbarossa permise ai difensori di aver salva la vita e la libertà e di poter portare con sé ciò che erano in grado di trasportare a braccio. La maggior parte dei tortonesi si rifugiò a Milano, il cui popolo li accolse come eroi. Gli accordi stabiliti con Brunone non furono però rispettati e la città fu saccheggiata e poi completamente distrutta, con l'eccezione dei luoghi sacri. Si dice che l'abate di Chiaravalle morì di dolore tre giorni dopo.
Il 17 aprile 1155 il Barbarossa, invitato dai pavesi, entrò trionfalmente a Pavia e prese la corona di re d'Italia dalle mani del vescovo Pietro Toscani nella basilica di San Michele Maggiore, senza però essere coronato. Il 26 aprile i milanesi inviarono le milizie di Porta Comasina e Porta Nuova per rinforzare la guarnigione di Piacenza, loro alleata, affinché non facesse la stessa fine di Tortona e il 1º maggio i rinforzi inviati dai milanesi, insieme a cinquanta tortonesi, tornarono a presidiare i colli presso la città. I pavesi tentarono un assalto contro il nuovo presidio di Tortona che però venne respinto e il Barbarossa rinunciò ad assediare Piacenza proseguendo alla volta di Roma. Approfittando della lontananza dell'imperatore, i milanesi convocarono il consiglio generale dove si decise di ricostruire Tortona a proprie spese. Furono perciò inviate ai consoli della città una tromba per convocarne i cittadini a parlamento, un gonfalone bianco con croce rossa, segno di vittoria, i simboli del sole e della luna e infine un sigillo con le bandiere delle due città per simboleggiare l'alleanza perpetua. Al fine di ricostruire la città, i milanesi inviarono i soldati che avevano mandato a presidiare Piacenza (o secondo il Corio le milizie di Porta Ticinese e Porta Vercellina) e sostituendoli con le milizie di Porta Orientale e Porta Romana che si accamparono presso il brolo fuori dalle mura della città.